# Эпиграфика
Эпигра́фика (от др.-греч. ἐπιγραφή — надпись) — вспомогательная историческая дисциплина (прикладная историческая и филологическая дисциплина), изучающая содержание и формы надписей на твёрдых материалах (камне, керамике, металле и пр.) и классифицирующая их в соответствии с их временным и культурным контекстом. Изучением древнего письма, сделанного преимущественно чернилами, занимается отдельная дисциплина палеография. Изучением истории печатей (штампов) занимается сфрагистика.

## История
Временем возникновения эпиграфики в Европе считается период Возрождения; методика эпиграфики как науки разработана в XVIII—XIX вв. Расшифровка иероглифов Древнего Египта, вавилонской клинописи, микенской письменности значительно расширила в XIX—XX вв. сферу применения эпиграфики.
Одной из первых работ по современной эпиграфике указывают первое научное критическое издание древнегреческих надписей «Свод греческих надписей» («Corpus Inscriptionum graecorum», 1825-59) немецкого филолога Августа Бека.
Наиболее значительными восточнославянскими памятниками эпиграфики являются надписи XI—XIV вв. на стенах Новгородского Софийского собора и XI-XVII вв. на стенах киевских культовых сооружений.
Эпиграфические тексты — один из основных источников по духовной, религиозной, политической, социальной и экономической истории. Как правило, время создания надписей соответствует содержащимся в них сведениям.
Традиционно внимание эпиграфике уделялось в имперском Китае, см. основную статью.

## Основные периодические издания
- «Вопросы эпиграфики» (Сборники статей; вып. 1-5) (с 2006);
- «Нумизматика и эпиграфика» (с 1960);
- «Эпиграфика Востока» (с 1947);
- «Supplementum epigraphicum graecum» (Leiden, с 1923);
- «Année epigraphique» (P., с 1888);
- «Epigraphia Indica» (Calc.-Delhi, с 1888);

## Общие работы по эпиграфике
- Карышковский П.О. Материалы к собранию древних надписей Сарматии и Тавриды // Вестник древней истории. 1966. № 2.
- Полная библиография работ П. О. Карышковского на русском и английском языках на сайте Фридман А.С
- Рождественская Т. В. Древнерусская эпиграфика X—XV веков: Учеб. пособие. СПб.: СПбГУ, 1991.
- Фёдорова Е. В. Введение в латинскую эпиграфику: Учеб. пособие для ист. и филол. спец. ун-тов. М.: Изд-во МГУ, 1982.
- Медынцева А. А. Грамотность в Древней Руси: По памятникам эпиграфики X— первой половины XIII в. — М., 2000.
- Медынцева А. А. У истоков славянской письменности // Наука и жизнь. 1985. №12. с. 91-96.
- Мельникова Е. А. Скандинавские рунические надписи: Новые находки и интерпретации: Тексты, перевод, комментарий. — М.: Восточная литература, 2001. — 496 с. — (Древнейшие источники по истории Восточной Европы). — 1000 экз. — ISBN 5-02-018082-3. (в пер.)